# 小行星3665
小行星3665（3665 Fitzgerald）是一颗绕太阳运转的小行星，为主小行星带小行星。该小行星于1979年3月发现。

## 轨道参数
小行星3665的轨道半长轴为2.4175902 UA，离心率为0.089。